# Antoinette d'Aubeterre
Antoinette Bouchard di Aubeterre (Parthenay, 1532 – 1580) è stata una nobile francese, nonché dama di corte e membro dell'alta nobità protestante.
Figlia di Michelle de Saubonne, conosciuta come la madre di Catherine de Parthenay e la moglie del Signore protestante Giovanni V di Parthenay. Fu durante le guerre di religione la prima protettrice di François Viète.

Blasone : bordato d'argento e azzurro, banda trasversale rossa su tutto il traverso
Questo stemma apparteneva ai Seigneurs de Parthenay.

## Biografia

### Dama di corte
Nata da François II Bouchard, barone d'Aubeterre e da Isabelle de Saint-Seine, entra a far parte il 9 maggio 1553 della famiglia dei Parthenay-l'Archevêque sposando Giovanni V di Parthenay.
Nel 1554, essa serve come dama di compagnia alla regina Caterina de' Medici. Poco dopo partorisce un figlio nato morto.
Nel 1559 ottiene salva la vita di un pastore protestante condannato a morte, di nome Fummée. Protegge il ceramista Bernard Palissy nei suoi primi tempi a corte.

### Il coraggio d'una Parthenay
Durante l'assedio di Lione del duca Giacomo di Nemours, che assedia la città governata da suo marito Giovanni V di Parthenay per conto dei Condé, scrisse preventivamente di lasciarsi morire piuttosto che tradire la loro causa se mai fatta prigioniera.
Avendo saputo che i cattolici volevano catturare lei e sua figlia per condurle sotto le mura di Lione e minacciare Giovanni di Soubise di ucciderle se egli non avesse lasciato la città, essa lo " supplicò in nome di Dio, se sfortunatamente ciò accadesse, di non essere trattenuto dall'affetto naturale, ma di preferire la gloria di Dio e il suo dovere alla vita di lei e sua figlia."
Alla morte del marito nel 1566 si affretta a sposare sua figlia Catherine al barone di Quellenec (il  20 giugno 1568 al Castello di Parc-Mouchamps).
Sfortunatamente questi non può avere eredi, e Antoinette d'Aubeterre promuove un processo contro suo genero che sarà al centro delle cronache del tempo.
Nel 1567 riceve un libro dedicato dal poeta André de Rivaudeau, che la stessa protegge dopo i suoi studi a Poitiers. 
Il libro celebra quattro donne mitiche, vergini o infelicemente sposate, come la figlia di Iefte, la moglie di Pofitar e Santa Cesarea; ciascuna di queste superando prove comparabili a quelle di Catherine de Parthenay.
Nel 1572, il genero, barone di Quellenec-Soubise è assassinato durante la notte del massacro di San Bartolomeo. Il suo cadavere è denudato e, da una leggenda trasmessa dalla storiografia protestante, è stato per verificare le affermazioni delle signore Soubise (madre e figlia). Uno scritto di Voltaire lo riferisce:
Egli aveva sposato l'ereditiera del casato dei Soubise. Si chiamava Dupont-Quellenec. Si è difeso a lungo e muore per le ferite ricevute sotto le finestre della regina. Siccome sua moglie gli aveva intentato un processo per impotenza, le dame di corte sono andate a vedere il suo corpo nudo e sanguinante, per una barbara curiosità degna di quella corte abominevole. (Note di Voltaire, 1730.)

### Una fine serena
Nel 1573 si oppose al nuovo matrimonio di sua figlia Catherine con il duca Renato II di Rohan, ma finì per accettare questo matrimonio attraverso la mediazione di François Viète. Lo stesso anno, perde suo fratello, François, assassinato nel suo letto per essere sospettato di aver organizzato l'assassinio del Duca Enrico di Guisa.
Il 14 febbraio 1577 tiene a battesimo, con il principe Enrico di Condé, nel tempio di Saint-Yon, Henriette de Rohan, la gobba, figlia di Renato II di Rohan e di Catherine de Parthenay, le cui abitudini spregiudicate furono molto più tardi le delizie delle Historiettes di Tallemant des Réaux.

### Albero genealogico della famiglia Rohan-Parthenay
|  |  |  |  |                                                                |                                                                |                                                                |                                                                | Giovanni V di Parthenay-l'archevêque Signore di Mouchamps (Les Herbiers) detto Soubise (1512-1561) | Giovanni V di Parthenay-l'archevêque Signore di Mouchamps (Les Herbiers) detto Soubise (1512-1561) | Giovanni V di Parthenay-l'archevêque Signore di Mouchamps (Les Herbiers) detto Soubise (1512-1561) | Giovanni V di Parthenay-l'archevêque Signore di Mouchamps (Les Herbiers) detto Soubise (1512-1561) | Giovanni V di Parthenay-l'archevêque Signore di Mouchamps (Les Herbiers) detto Soubise (1512-1561) | Giovanni V di Parthenay-l'archevêque Signore di Mouchamps (Les Herbiers) detto Soubise (1512-1561) |                                                                                           |                                                                                           | Antoinette Bouchard d'Aubeterre (1535-1580) Douairière di Soubise                         | Antoinette Bouchard d'Aubeterre (1535-1580) Douairière di Soubise                         | Antoinette Bouchard d'Aubeterre (1535-1580) Douairière di Soubise | Antoinette Bouchard d'Aubeterre (1535-1580) Douairière di Soubise | Antoinette Bouchard d'Aubeterre (1535-1580) Douairière di Soubise              | Antoinette Bouchard d'Aubeterre (1535-1580) Douairière di Soubise              |                                                                                |                                                                                |                                                                                |                                                                                | Isabella d'Albret (1513-1555) zia di Giovanna d'Albret (regina di Navarra) | Isabella d'Albret (1513-1555) zia di Giovanna d'Albret (regina di Navarra) | Isabella d'Albret (1513-1555) zia di Giovanna d'Albret (regina di Navarra) | Isabella d'Albret (1513-1555) zia di Giovanna d'Albret (regina di Navarra) | Isabella d'Albret (1513-1555) zia di Giovanna d'Albret (regina di Navarra) | Isabella d'Albret (1513-1555) zia di Giovanna d'Albret (regina di Navarra) |                                                                 |                                                                 | Renato I di Rohan Visconte di Rohan (1516-1552)                 | Renato I di Rohan Visconte di Rohan (1516-1552)                 | Renato I di Rohan Visconte di Rohan (1516-1552) | Renato I di Rohan Visconte di Rohan (1516-1552) | Renato I di Rohan Visconte di Rohan (1516-1552) | Renato I di Rohan Visconte di Rohan (1516-1552) |                                                 |                                                 |                                    |                                    |                                                       |                                                       |                                                       |                                                       |                                                       |                                                       |  |  |  |  |  |  |  |  |  |  |  |  |  |  |
|  |  |  |  |                                                                |                                                                |                                                                |                                                                | Giovanni V di Parthenay-l'archevêque Signore di Mouchamps (Les Herbiers) detto Soubise (1512-1561) | Giovanni V di Parthenay-l'archevêque Signore di Mouchamps (Les Herbiers) detto Soubise (1512-1561) | Giovanni V di Parthenay-l'archevêque Signore di Mouchamps (Les Herbiers) detto Soubise (1512-1561) | Giovanni V di Parthenay-l'archevêque Signore di Mouchamps (Les Herbiers) detto Soubise (1512-1561) | Giovanni V di Parthenay-l'archevêque Signore di Mouchamps (Les Herbiers) detto Soubise (1512-1561) | Giovanni V di Parthenay-l'archevêque Signore di Mouchamps (Les Herbiers) detto Soubise (1512-1561) |                                                                                           |                                                                                           | Antoinette Bouchard d'Aubeterre (1535-1580) Douairière di Soubise                         | Antoinette Bouchard d'Aubeterre (1535-1580) Douairière di Soubise                         | Antoinette Bouchard d'Aubeterre (1535-1580) Douairière di Soubise | Antoinette Bouchard d'Aubeterre (1535-1580) Douairière di Soubise | Antoinette Bouchard d'Aubeterre (1535-1580) Douairière di Soubise              | Antoinette Bouchard d'Aubeterre (1535-1580) Douairière di Soubise              |                                                                                |                                                                                |                                                                                |                                                                                | Isabella d'Albret (1513-1555) zia di Giovanna d'Albret (regina di Navarra) | Isabella d'Albret (1513-1555) zia di Giovanna d'Albret (regina di Navarra) | Isabella d'Albret (1513-1555) zia di Giovanna d'Albret (regina di Navarra) | Isabella d'Albret (1513-1555) zia di Giovanna d'Albret (regina di Navarra) | Isabella d'Albret (1513-1555) zia di Giovanna d'Albret (regina di Navarra) | Isabella d'Albret (1513-1555) zia di Giovanna d'Albret (regina di Navarra) |                                                                 |                                                                 | Renato I di Rohan Visconte di Rohan (1516-1552)                 | Renato I di Rohan Visconte di Rohan (1516-1552)                 | Renato I di Rohan Visconte di Rohan (1516-1552) | Renato I di Rohan Visconte di Rohan (1516-1552) | Renato I di Rohan Visconte di Rohan (1516-1552) | Renato I di Rohan Visconte di Rohan (1516-1552) |                                                 |                                                 |                                    |                                    |                                                       |                                                       |                                                       |                                                       |                                                       |                                                       |  |  |  |  |  |  |  |  |  |  |  |  |  |  |
|  |  |  |  |                                                                |                                                                |                                                                |                                                                | | | | | | |                                                                                           |                                                                                           |                                                                                           |                                                                                           |                                                                   |                                                                   |                                                                                |                                                                                |                                                                                |                                                                                |                                                                                |                                                                                |                                                                            |                                                                            |                                                                            |                                                                            |                                                                            |                                                                            |                                                                 |                                                                 |                                                                 |                                                                 |                                                 |                                                 |                                                 |                                                 |                                                 |                                                 |                                    |                                    |                                                       |                                                       |                                                       |                                                       |                                                       |                                                       |  |  |  |  |  |  |  |  |  |  |  |  |  |  |
|  |  |  |  |                                                                |                                                                |                                                                |                                                                | | | | | | |                                                                                           |                                                                                           |                                                                                           |                                                                                           |                                                                   |                                                                   |                                                                                |                                                                                |                                                                                |                                                                                |                                                                                |                                                                                |                                                                            |                                                                            |                                                                            |                                                                            |                                                                            |                                                                            |                                                                 |                                                                 |                                                                 |                                                                 |                                                 |                                                 |                                                 |                                                 |                                                 |                                                 |                                    |                                    |                                                       |                                                       |                                                       |                                                       |                                                       |                                                       |  |  |  |  |  |  |  |  |  |  |  |  |  |  |
|  |  |  |  | Charles de Quellenec Barone di Pont, detto Soubise (1548-1572) | Charles de Quellenec Barone di Pont, detto Soubise (1548-1572) | Charles de Quellenec Barone di Pont, detto Soubise (1548-1572) | Charles de Quellenec Barone di Pont, detto Soubise (1548-1572) | Charles de Quellenec Barone di Pont, detto Soubise (1548-1572)                                     | Charles de Quellenec Barone di Pont, detto Soubise (1548-1572)                                     | | | Catherine de Parthenay Signora di Soubise Madre dei Rohan Douairière di Rohan (1554-1631)          | Catherine de Parthenay Signora di Soubise Madre dei Rohan Douairière di Rohan (1554-1631)          | Catherine de Parthenay Signora di Soubise Madre dei Rohan Douairière di Rohan (1554-1631) | Catherine de Parthenay Signora di Soubise Madre dei Rohan Douairière di Rohan (1554-1631) | Catherine de Parthenay Signora di Soubise Madre dei Rohan Douairière di Rohan (1554-1631) | Catherine de Parthenay Signora di Soubise Madre dei Rohan Douairière di Rohan (1554-1631) |                                                                   |                                                                   | Renato II di Rohan detto Pontivy, poi Frontenay, Visconte di Rohan (1550-1585) | Renato II di Rohan detto Pontivy, poi Frontenay, Visconte di Rohan (1550-1585) | Renato II di Rohan detto Pontivy, poi Frontenay, Visconte di Rohan (1550-1585) | Renato II di Rohan detto Pontivy, poi Frontenay, Visconte di Rohan (1550-1585) | Renato II di Rohan detto Pontivy, poi Frontenay, Visconte di Rohan (1550-1585) | Renato II di Rohan detto Pontivy, poi Frontenay, Visconte di Rohan (1550-1585) |                                                                            |                                                                            | Jean detto Frontenay (?-morto nel 1574)                                    | Jean detto Frontenay (?-morto nel 1574)                                    | Jean detto Frontenay (?-morto nel 1574)                                    | Jean detto Frontenay (?-morto nel 1574)                                    | Jean detto Frontenay (?-morto nel 1574)                         | Jean detto Frontenay (?-morto nel 1574)                         |                                                                 |                                                                 | Enrico I di Rohan Visconte di Rohan (1535-1575) | Enrico I di Rohan Visconte di Rohan (1535-1575) | Enrico I di Rohan Visconte di Rohan (1535-1575) | Enrico I di Rohan Visconte di Rohan (1535-1575) | Enrico I di Rohan Visconte di Rohan (1535-1575) | Enrico I di Rohan Visconte di Rohan (1535-1575) |                                    |                                    | Françoise de Rohan Signora della Garnache (1540-1591) | Françoise de Rohan Signora della Garnache (1540-1591) | Françoise de Rohan Signora della Garnache (1540-1591) | Françoise de Rohan Signora della Garnache (1540-1591) | Françoise de Rohan Signora della Garnache (1540-1591) | Françoise de Rohan Signora della Garnache (1540-1591) |  |  |  |  |  |  |  |  |  |  |  |  |  |  |
|  |  |  |  | Charles de Quellenec Barone di Pont, detto Soubise (1548-1572) | Charles de Quellenec Barone di Pont, detto Soubise (1548-1572) | Charles de Quellenec Barone di Pont, detto Soubise (1548-1572) | Charles de Quellenec Barone di Pont, detto Soubise (1548-1572) | Charles de Quellenec Barone di Pont, detto Soubise (1548-1572)                                     | Charles de Quellenec Barone di Pont, detto Soubise (1548-1572)                                     | | | Catherine de Parthenay Signora di Soubise Madre dei Rohan Douairière di Rohan (1554-1631)          | Catherine de Parthenay Signora di Soubise Madre dei Rohan Douairière di Rohan (1554-1631)          | Catherine de Parthenay Signora di Soubise Madre dei Rohan Douairière di Rohan (1554-1631) | Catherine de Parthenay Signora di Soubise Madre dei Rohan Douairière di Rohan (1554-1631) | Catherine de Parthenay Signora di Soubise Madre dei Rohan Douairière di Rohan (1554-1631) | Catherine de Parthenay Signora di Soubise Madre dei Rohan Douairière di Rohan (1554-1631) |                                                                   |                                                                   | Renato II di Rohan detto Pontivy, poi Frontenay, Visconte di Rohan (1550-1585) | Renato II di Rohan detto Pontivy, poi Frontenay, Visconte di Rohan (1550-1585) | Renato II di Rohan detto Pontivy, poi Frontenay, Visconte di Rohan (1550-1585) | Renato II di Rohan detto Pontivy, poi Frontenay, Visconte di Rohan (1550-1585) | Renato II di Rohan detto Pontivy, poi Frontenay, Visconte di Rohan (1550-1585) | Renato II di Rohan detto Pontivy, poi Frontenay, Visconte di Rohan (1550-1585) |                                                                            |                                                                            | Jean detto Frontenay (?-morto nel 1574)                                    | Jean detto Frontenay (?-morto nel 1574)                                    | Jean detto Frontenay (?-morto nel 1574)                                    | Jean detto Frontenay (?-morto nel 1574)                                    | Jean detto Frontenay (?-morto nel 1574)                         | Jean detto Frontenay (?-morto nel 1574)                         |                                                                 |                                                                 | Enrico I di Rohan Visconte di Rohan (1535-1575) | Enrico I di Rohan Visconte di Rohan (1535-1575) | Enrico I di Rohan Visconte di Rohan (1535-1575) | Enrico I di Rohan Visconte di Rohan (1535-1575) | Enrico I di Rohan Visconte di Rohan (1535-1575) | Enrico I di Rohan Visconte di Rohan (1535-1575) |                                    |                                    | Françoise de Rohan Signora della Garnache (1540-1591) | Françoise de Rohan Signora della Garnache (1540-1591) | Françoise de Rohan Signora della Garnache (1540-1591) | Françoise de Rohan Signora della Garnache (1540-1591) | Françoise de Rohan Signora della Garnache (1540-1591) | Françoise de Rohan Signora della Garnache (1540-1591) |  |  |  |  |  |  |  |  |  |  |  |  |  |  |
|  |  |  |  |                                                                |                                                                |                                                                |                                                                | | | | | | |                                                                                           |                                                                                           |                                                                                           |                                                                                           |                                                                   |                                                                   |                                                                                |                                                                                |                                                                                |                                                                                |                                                                                |                                                                                |                                                                            |                                                                            |                                                                            |                                                                            |                                                                            |                                                                            |                                                                 |                                                                 |                                                                 |                                                                 |                                                 |                                                 |                                                 |                                                 |                                                 |                                                 |                                    |                                    |                                                       |                                                       |                                                       |                                                       |                                                       |                                                       |  |  |  |  |  |  |  |  |  |  |  |  |  |  |
|  |  |  |  |                                                                |                                                                |                                                                |                                                                | | | | | | |                                                                                           |                                                                                           |                                                                                           |                                                                                           |                                                                   |                                                                   |                                                                                |                                                                                |                                                                                |                                                                                |                                                                                |                                                                                |                                                                            |                                                                            |                                                                            |                                                                            |                                                                            |                                                                            |                                                                 |                                                                 |                                                                 |                                                                 |                                                 |                                                 |                                                 |                                                 |                                                 |                                                 |                                    |                                    |                                                       |                                                       |                                                       |                                                       |                                                       |                                                       |  |  |  |  |  |  |  |  |  |  |  |  |  |  |
|  |  |  |  |                                                                |                                                                | Enrico II di Rohan Visconte e I duca dopo il 1604 (1579-1638)  | Enrico II di Rohan Visconte e I duca dopo il 1604 (1579-1638)  | Enrico II di Rohan Visconte e I duca dopo il 1604 (1579-1638)                                      | Enrico II di Rohan Visconte e I duca dopo il 1604 (1579-1638)                                      | Enrico II di Rohan Visconte e I duca dopo il 1604 (1579-1638)                                      | Enrico II di Rohan Visconte e I duca dopo il 1604 (1579-1638)                                      | | | Beniamino di Rohan Duca di Soubise (1583-1642)                                            | Beniamino di Rohan Duca di Soubise (1583-1642)                                            | Beniamino di Rohan Duca di Soubise (1583-1642)                                            | Beniamino di Rohan Duca di Soubise (1583-1642)                                            | Beniamino di Rohan Duca di Soubise (1583-1642)                    | Beniamino di Rohan Duca di Soubise (1583-1642)                    |                                                                                |                                                                                | Henriette de Rohan detta la Bossue (la gobba) (1577-1624)                      | Henriette de Rohan detta la Bossue (la gobba) (1577-1624)                      | Henriette de Rohan detta la Bossue (la gobba) (1577-1624)                      | Henriette de Rohan detta la Bossue (la gobba) (1577-1624)                      | Henriette de Rohan detta la Bossue (la gobba) (1577-1624)                  | Henriette de Rohan detta la Bossue (la gobba) (1577-1624)                  |                                                                            |                                                                            | Catherine de Rohan sposata a Giovanni II di Baviera (1580-1607)            | Catherine de Rohan sposata a Giovanni II di Baviera (1580-1607)            | Catherine de Rohan sposata a Giovanni II di Baviera (1580-1607) | Catherine de Rohan sposata a Giovanni II di Baviera (1580-1607) | Catherine de Rohan sposata a Giovanni II di Baviera (1580-1607) | Catherine de Rohan sposata a Giovanni II di Baviera (1580-1607) |                                                 |                                                 | Anne de Rohan Poetessa (1584-1646)              | Anne de Rohan Poetessa (1584-1646)              | Anne de Rohan Poetessa (1584-1646)              | Anne de Rohan Poetessa (1584-1646)              | Anne de Rohan Poetessa (1584-1646) | Anne de Rohan Poetessa (1584-1646) |                                                       |                                                       |                                                       |                                                       |                                                       |                                                       |  |  |  |  |  |  |  |  |  |  |  |  |  |  |